# Cyclocheilichthys repasson
Cyclocheilichthys repasson és una espècie de peix d'agiua dolça de la família dels ciprínids i de l'ordre dels cipriniformes.

## Morfologia
Els adults poden assolir els 28 cm de longitud total.

## Distribució geogràfica
Es troba a les conques dels rius Mekong i Chao Phraya. També present a Malàisia, Sumatra, Java i Borneo.